# Conus cordigera
Conus cordigera е вид охлюв от семейство Conidae. Видът не е застрашен от изчезване.

## Разпространение
Разпространен е в Бруней, Източен Тимор, Индонезия (Бали, Калимантан, Малки Зондски острови, Сулавеси и Ява), Малайзия (Сабах и Саравак) и Филипини.